# اختصاصات إدارية
الاختصاصات الإدارية هي السلطات التقديرية التي تُترك في يد المدير في أية لحظة. وتسمح هذه السلطات للمدير أو مرؤوسيه قانونيًا باتخاذ أية إجراءات دون موافقة المؤسسة التي يعملون بها، وبشكل أساسي، تعد الاختصاصات الإدارية أحد أشكال اتخاذ القرار الإداري والذي يعتبره المديرون أحد حقوقهم الحصرية، لذا دائمًا ما يقاومون أي محاولة للتدخل في هذه السلطة.
وقد كانت سلطة اتخاذ القرار إحدى أهم المهام الإدارية في جميع البلاد والأنظمة الاجتماعية في وقت النظام الاقتصادي الصناعي. وفيما يخص أحدث علاقات التوظيف توجد هياكل تنظيمية ضخمة ومعقدة تتعلق بالمرؤوسية والانضباط. ولا يمكن فهم العلاقة بين السلطة الإدارية، وتمرد العاملين عليها بمراعاة طبيعة توزيع السلطات. وتعد الاختصاصات الإدارية أحد أهم العوامل التي تؤدي إلى شقاق بين الإدارة والعاملين حيث يبذل المرؤوسون قصارى جهدهم لتحدي سلطات المدير بينما يحاول المدير إبقاء الأمور تحت السيطرة.

## آراء الإداريون حول الاختصاصات الإدارية
يتعلق الرأيان السائدان في مناقشات المديرين بأولوية منطقية السوق. وهما:
1. حقوق الملكية حيث تتعلق حقوق الإدارة التي يمتلكها الإداريون على الأصول الرأسمالية، والتي تحدد بدورها مستوى وحجم هذه السلطة.
2. الكفاءة الاقتصادية بحجة أنه من الأفضل ترك الحرية للإدارة بإدارة الأمور بما تراه في صالح جميع ذوي العلاقة بالعمل.[1]

## آراء اتحاد العمال حول الاختصاصات الإدارية
يعترف العديد من العاملين وممثليهم بجزءٍ من الدور الذي يقوم به المديرون في الإدارة. وعادةً ما يرفضون وصفه بأن ذلك حقهم في الإدارة بل على أنه جزء من الوظيفة التي يحصلون على اجر في مقابلها. ويستخدم المديرون هذا المصطلح لتحديد دورهم، كما تستخدمه اتحادات نقابات العمال في الوقت نفسه لتحمل به الإدارة المسئولية.

## المنظور الأسترالي
نصت سياسات العلاقات الصناعية والتي وضعتها حكومة هاورد في أستراليا في فترتها الأولى على زيادة ممارسة الاختصاصات الإدارية من خلال تقليل نطاق وأهمية نظام المكافأة، وتشجيع اللامركزية في نظام تحديد الأجور، بالإضافة إلى تقليل نفوذ الاتحادات، وتعزيز العقود الفردية.